# Phyllidiella
Phyllidiella es un género de moluscos nudibranquios de la familia Phyllidiidae.

## Diversidad
El género Phyllidiella  incluye un total de 14 especies descritas:
- Phyllidiella annulata (Gray, 1853)
- Phyllidiella backeljaui Dominguez, Quintas & Troncoso, 2007
- Phyllidiella cooraburrama  Brunckhorst, 1993
- Phyllidiella granulata  Brunckhorst, 1993
- Phyllidiella hageni  Fahrner & Beck, 2000
- Phyllidiella lizae  Brunckhorst, 1993
- Phyllidiella meandrina  (Pruvot-Fol, 1957)[3]
- Phyllidiella molaensis (Meyer, 1977)
- Phyllidiella nigra  (van Hasselt, 1824)
- Phyllidiella pustulosa  (Cuvier, 1804)
- Phyllidiella rosans  (Bergh, 1873)
- Phyllidiella rudmani  Brunckhorst, 1993
- Phyllidiella striata (Bergh, 1889)
- Phyllidiella zeylanica  (Kelaart, 1859)

Especies cuyo nombre ha dejado de ser aceptado por sinonimia:
- Phyllidiella nobilis Bergh, 1869: aceptado como Phyllidiella pustulosa (Cuvier, 1804)

## Galería

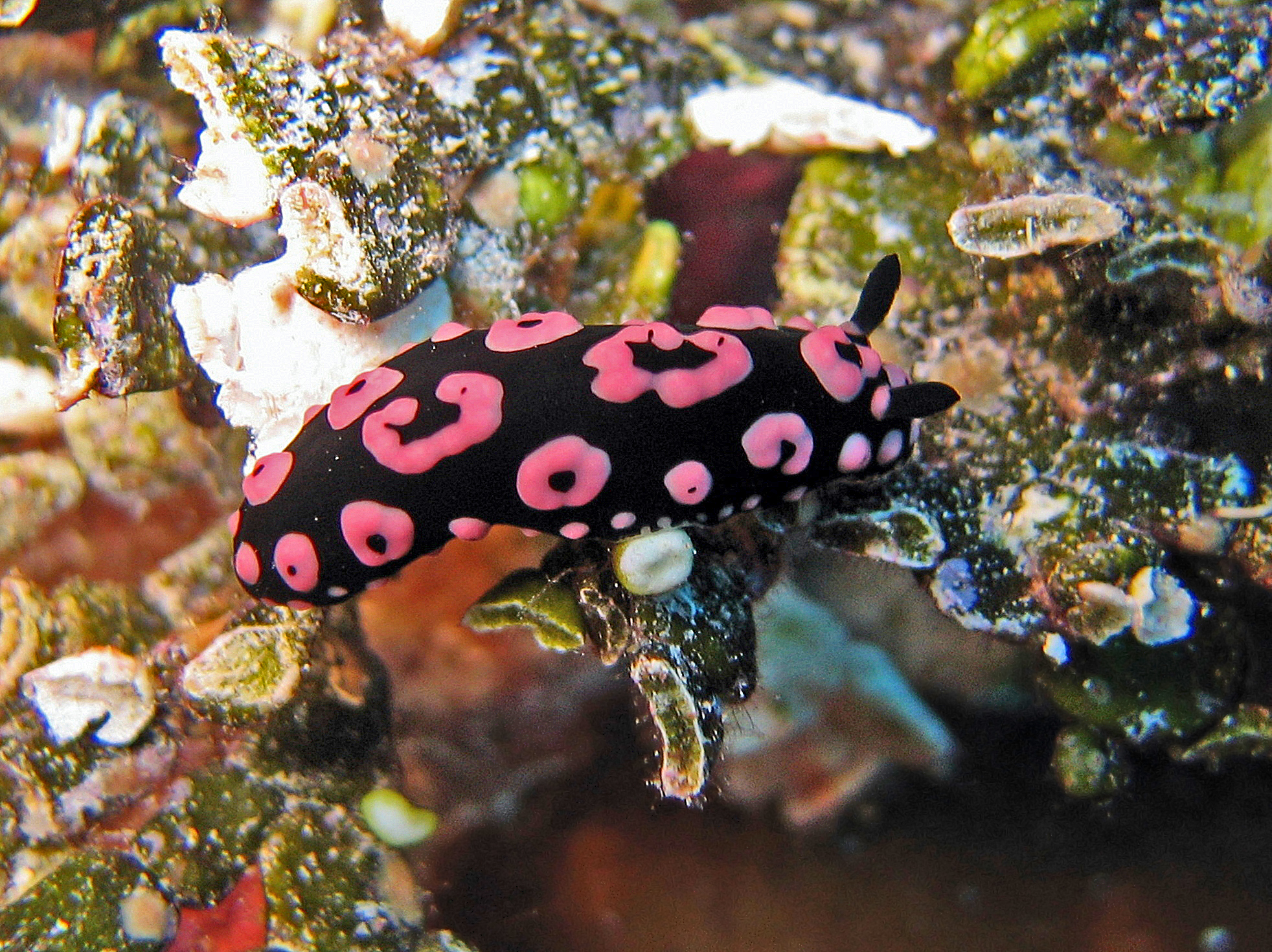
Phyllidiella annulata
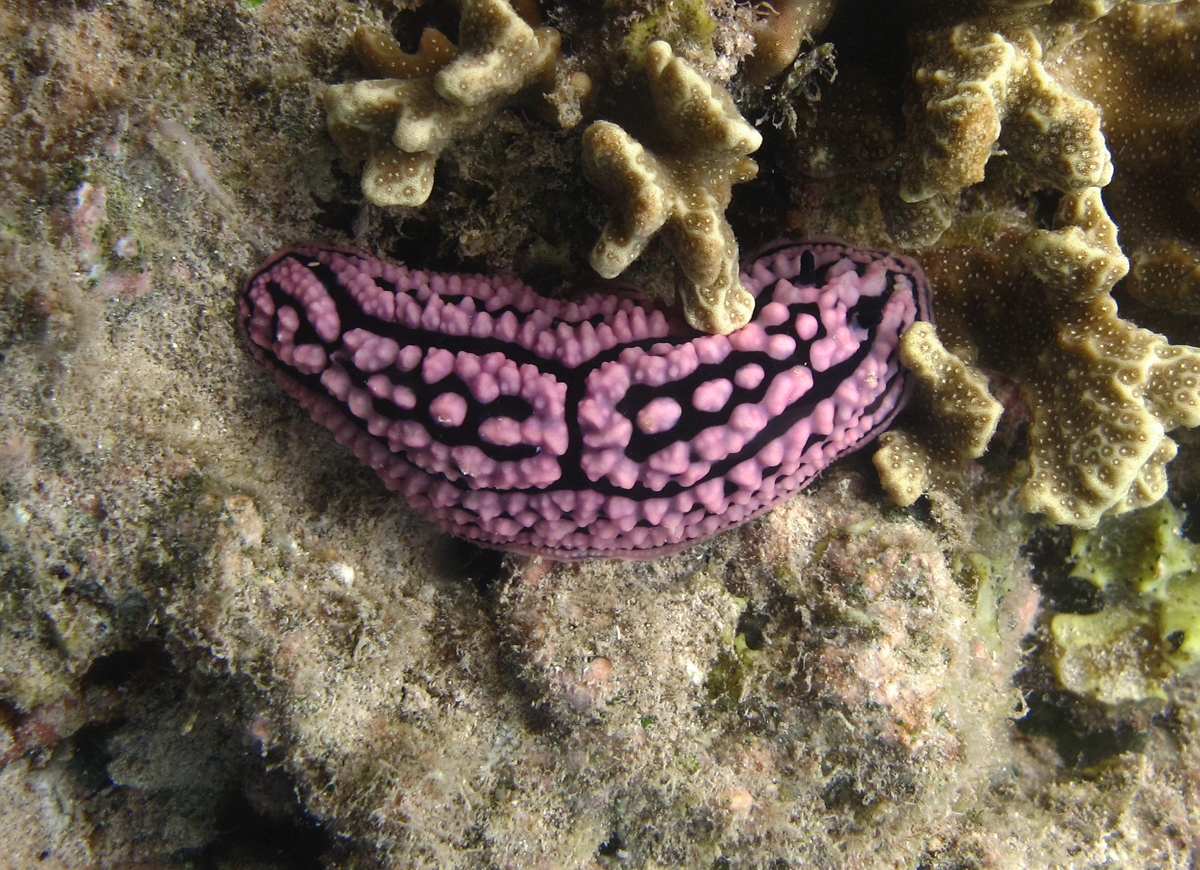
Phyllidiella meandrina
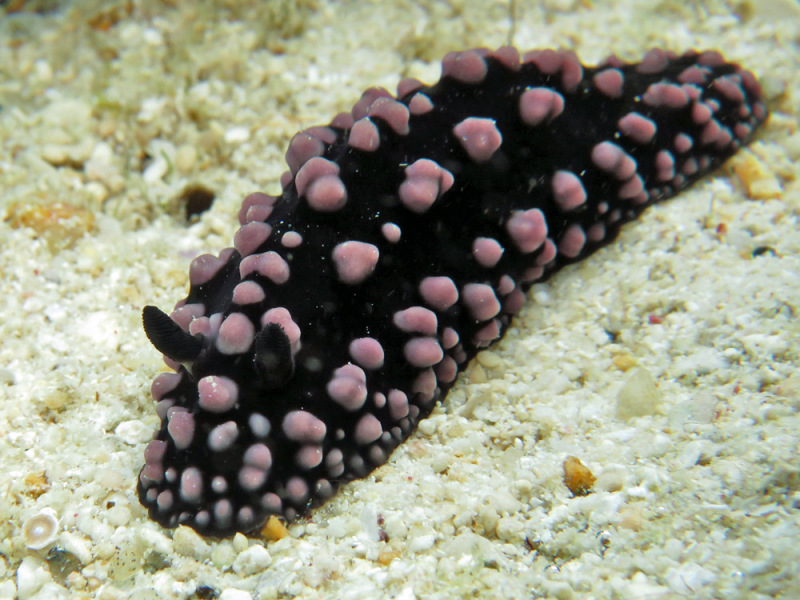
Phyllidiella nigra
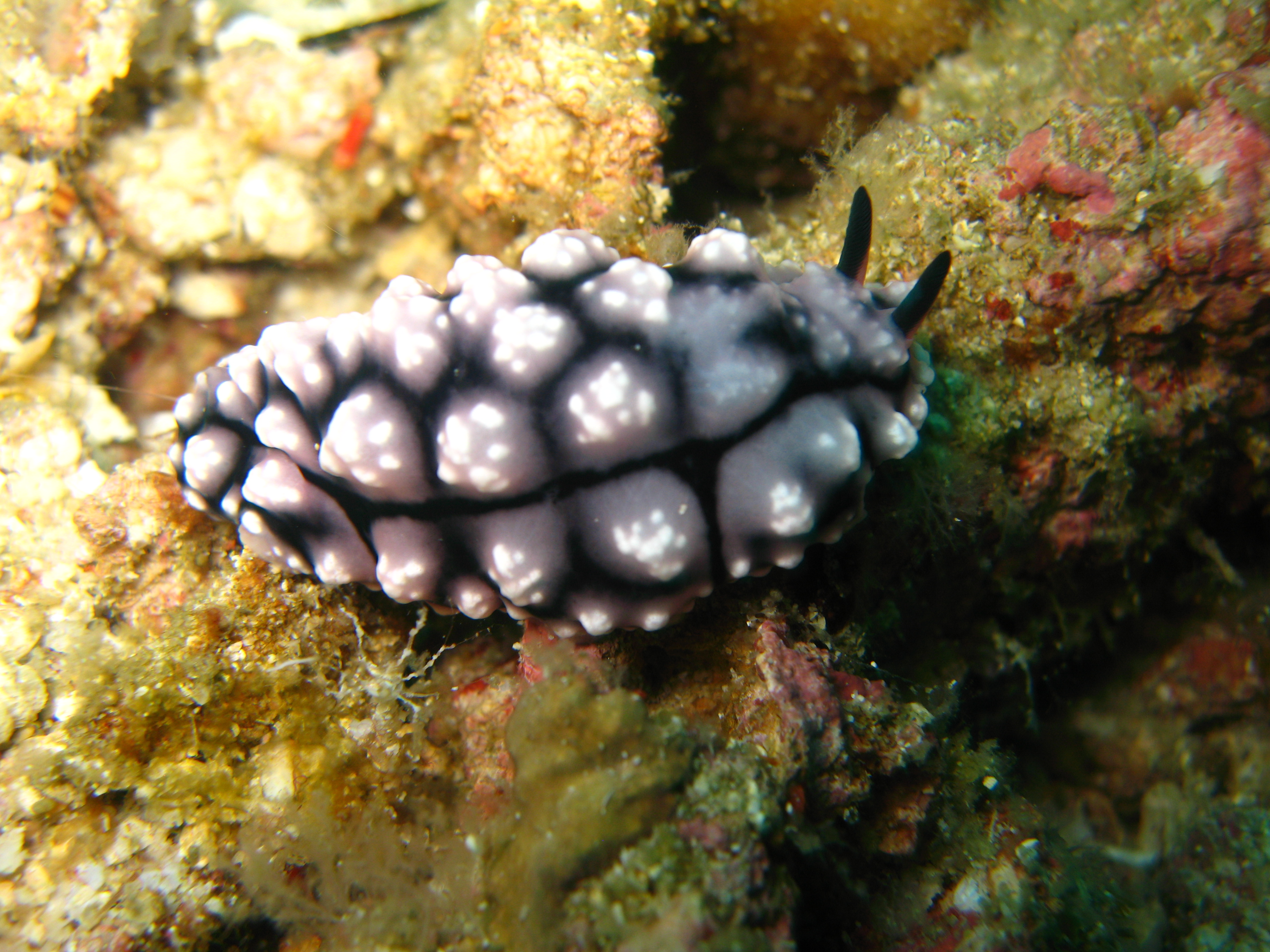
Phylidiella pustulosa
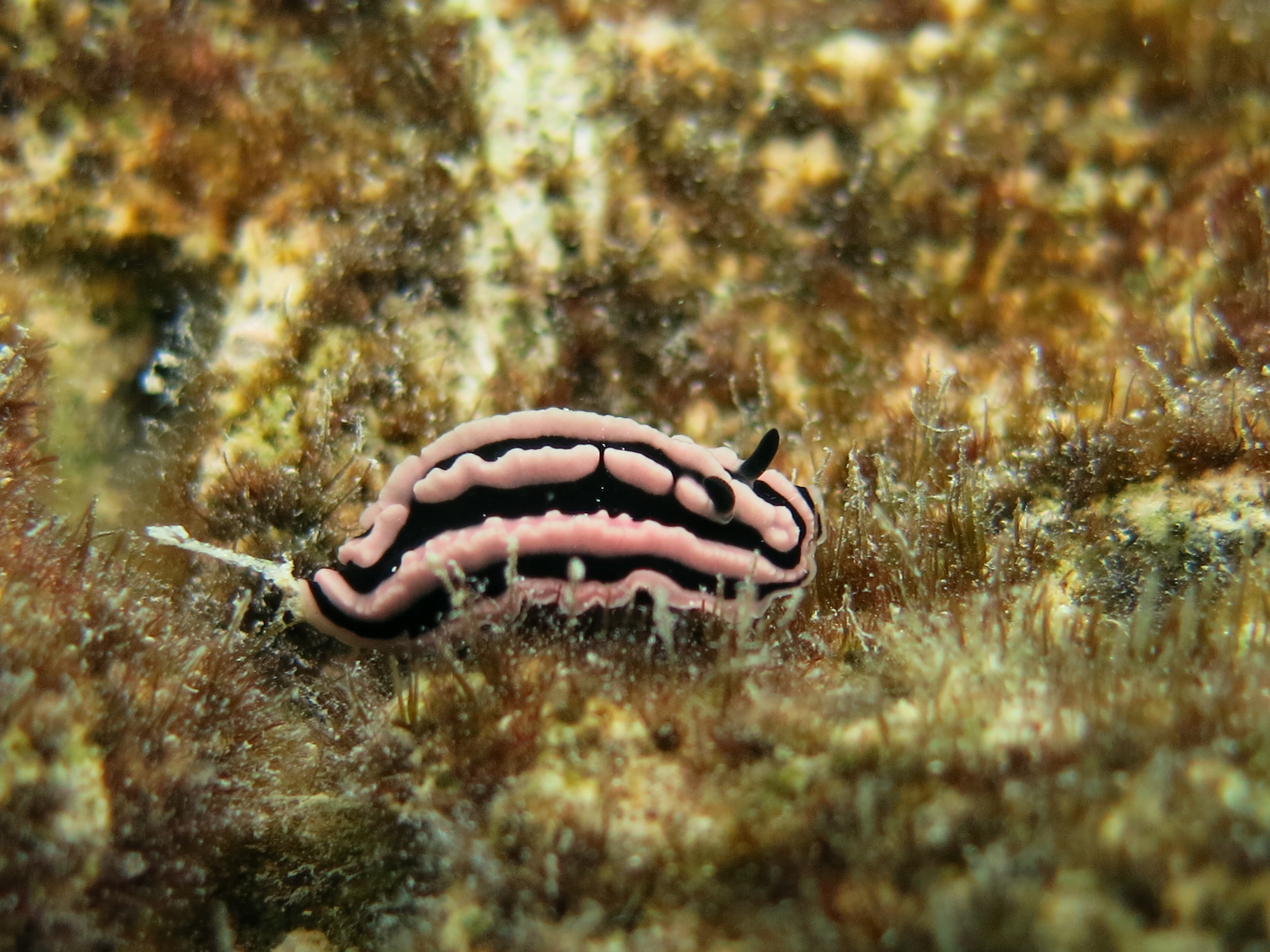
Phyllidiella rosans
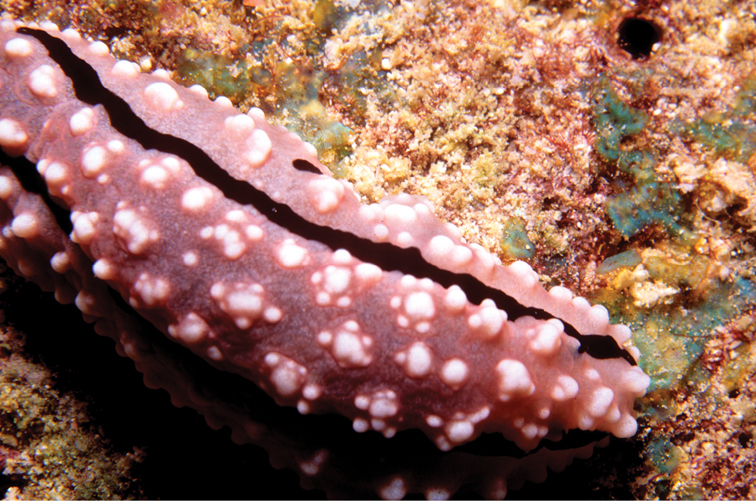
Phyllidiella rudmani
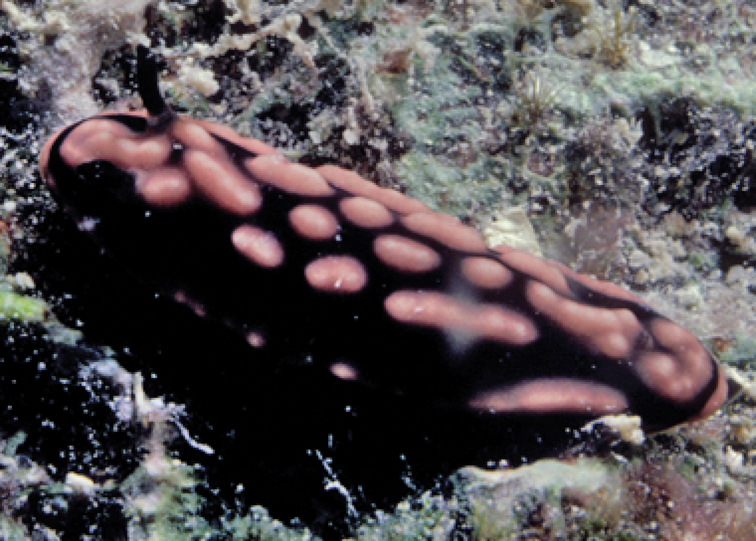
Phyllidiella striata
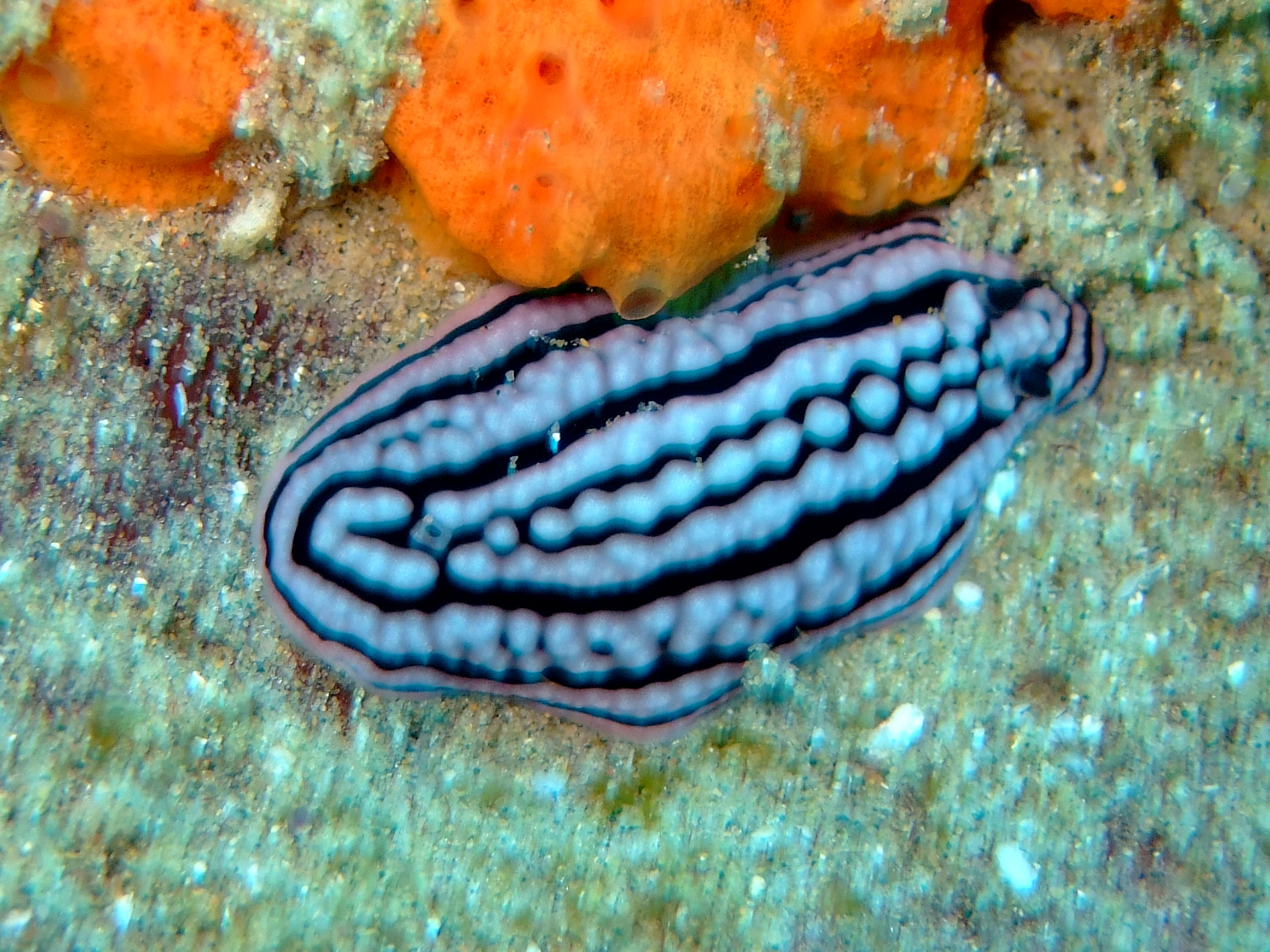
Phyllidiella zeylanica
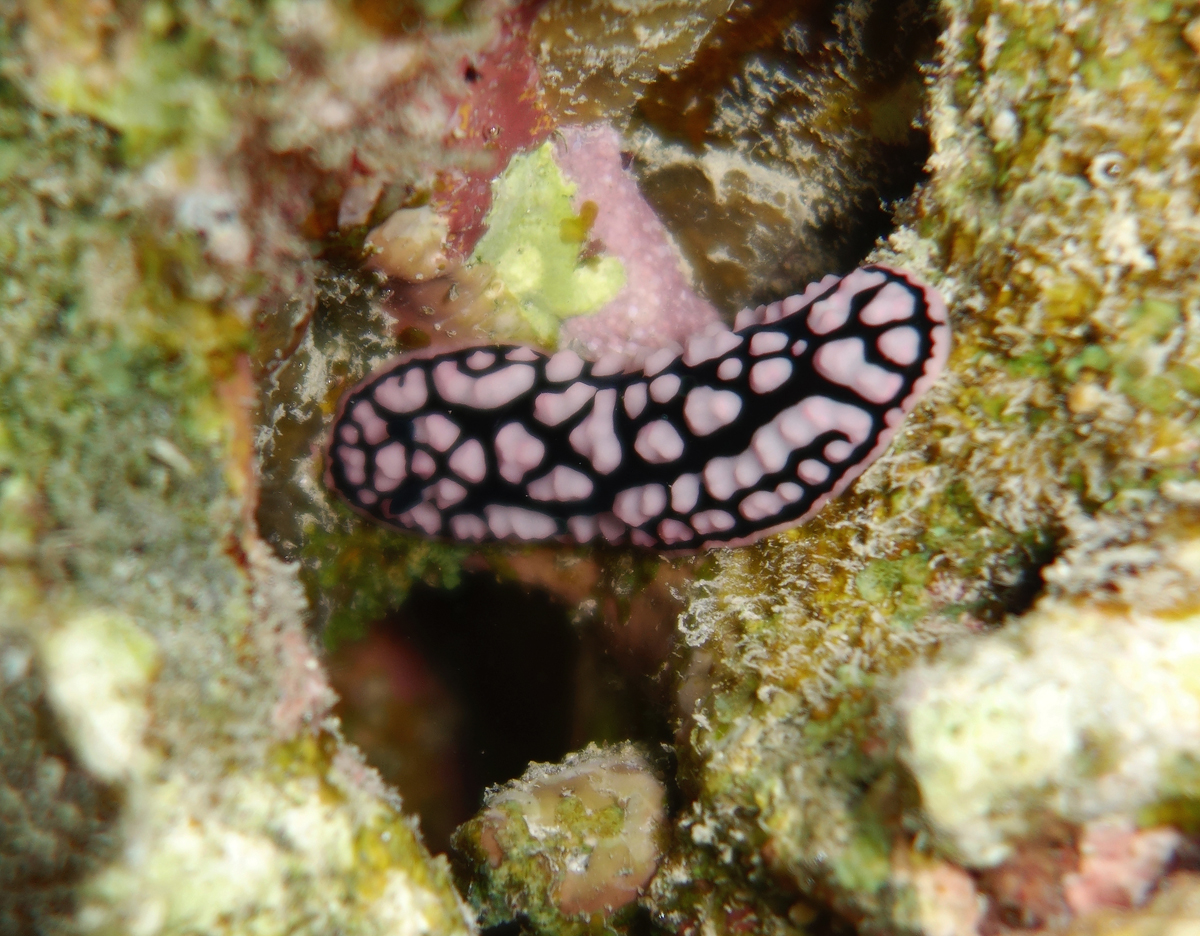
Phyllidiella sp, posible patrón atípico de P. mendrina